# Boran-sur-Oise
Boran-sur-Oise település Franciaországban, Oise megyében. Lakosainak száma 2135 fő (2022. január 1.). Boran-sur-Oise Précy-sur-Oise, Crouy-en-Thelle, Gouvieux, Lamorlaye, Morangles, Asnières-sur-Oise és Bruyères-sur-Oise községekkel határos.

## Népesség
A település népességének változása:
| Lakosok száma | 2122 | 2156 | 2202 | 2165 | 2156 | 2142 | 2129 | 2127 | 2135 |
|               | 2013 | 2015 | 2016 | 2017 | 2018 | 2019 | 2020 | 2021 | 2022 |